# (35303) 1996 XR6
1996 XR6 (asteroide 35303) é um asteroide da cintura principal. Possui uma excentricidade de 0.15192210 e uma inclinação de 5.92952º.
Este asteroide foi descoberto no dia 1 de dezembro de 1996 por Spacewatch em Kitt Peak.